# 陳之輔
陳之輔（1495年—？），字伯棐，號白崖，湖廣德安府隨州應山縣人，民籍，明朝政治人物。

## 生平
湖廣鄉試第七十九名舉人。嘉靖八年（1529年）中式己丑科會試第二十二名，登第二甲第七十二名進士。

## 家族
曾祖陳誾；祖父陳璣，曾任壽官；父陳偉，曾任監生。母章氏。慈侍下。兄陳之良（刑部员外郎）。弟之弼、之衡。